# Lavenia Tinai
Lavenia Tinai (7 de setembro de 1990) é uma jogadora de rugby sevens fijiana.

## Carreira
Lavenia Tinai integrou o elenco da Seleção Fijiana Feminina de Rugbi de Sevens, na Rio 2016, que foi 8º colocada.